# ايرونكا 50 تشيف
ايرونكا 50 تشيف (بالإنجليزية: Aeronca 50 Chief)‏ هي طائرة خفيفة، أحادية السطح وعالية الأجنحة وذات مقعدين. أنتجت في الولايات المتحدة. من صناعة ايرونكا. كان أول طيران لها في 1938.